# Piłsudski-Institut in London
Das Piłsudski-Institut in London (polnisch Instytut Piłsudskiego w Londynie, englisch Pilsudski Institute of London) ist ein polnisches Forschungsinstitut mit Sitz in der britischen Hauptstadt.
Benannt ist es nach dem polnischen Militär, Politiker und Staatsmann, Marschall Józef Piłsudski (1867–1935). Zweck des Instituts ist das Studium der modernen polnischen Geschichte, insbesondere der Zweiten Polnischen Republik (1918–1939), der Zeit des Landes unter Besatzung (1939–1945), der Volksrepublik Polen (1945–1989) und der heutigen Republik Polen (ab 1989).
Das gemeinnützige Institut befindet sich seit 1972 in der King Street im Stadtteil Hammersmith im Gebäude der Polish Social and Cultural Association (POSK), dem Zentrum der polnischen Gemeinschaft in London.

## Geschichte

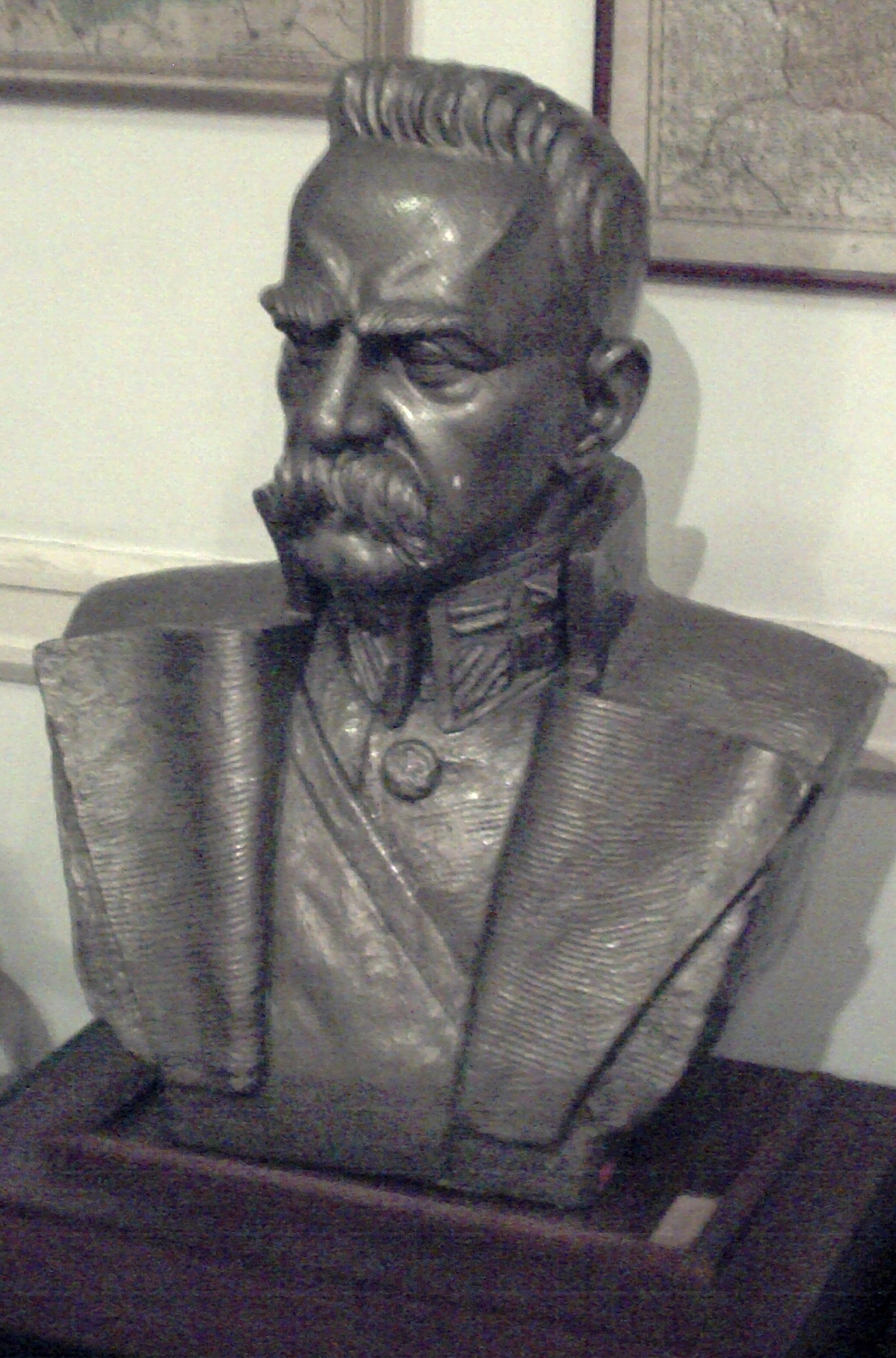
Büste des Namenspatrons Marschall Piłsudski

Das Piłsudski-Institut in London ist eine Niederlassung des im Jahr 1923 ursprünglich in Warschau gegründeten Instytutu badań najnowszej historii Polski (deutsch „Forschungsinstitut zur jüngeren Geschichte Polens“). Nach dem Tod Piłsudskis 1935 wurde es in Instytut Józefa Piłsudskiego Poświęcony Badaniu Najnowszej Historii Polski (deutsch „Józef Piłsudski-Institut zur Erforschung der jüngeren Geschichte Polens“) umbenannt.
Nach dem deutschen Überfall auf Polen 1939 musste es aufgegeben werden und wurde im März 1947, nach dem Zweiten Weltkrieg, an neuem Standort in London durch ehemalige Mitarbeiter Piłsudskis unter dem Namen Instytut Józefa Piłsudskiego w Londynie Poświęcony Badaniu Współczesnej Historii (IJPL) wiedergegründet. Zu den Gründern gehörten Władysław Bortnowski (1891–1966), Tytus Filipowicz (1873–1953), Kazimierz Iranek-Osmecki (1897–1984), Tadeusz Münnich (1893–1959), Aleksandra Piłsudska (1882–1963), Wacław Stachiewicz (1894–1973) und andere.
Zweck des Instituts ist, historische und zeitgeschichtliche Dokumente und Artefakte zur polnischen Geschichte zu sammeln, zu sichten, zu konservieren und zu sichern. Selbstverständlich stellt es diese Materialien der interessierten Öffentlichkeit zur Verfügung, beispielsweise über Museen, und fördert so auch die Verbreitung des Wissens. Darüber hinaus veröffentlicht es Ergebnisse seiner historischer Studien und es veranstaltet Lesungen, Vorträge und Ausstellungen insbesondere zu Jahrestagen Piłsudskis und der Republik Polen.
Das Piłsudski-Institut in London kann als Pendant zu dem im Juli 1943, also noch während des Zweiten Weltkrieges, in New York City gegründeten Józef Piłsudski Institute of America angesehen werden.

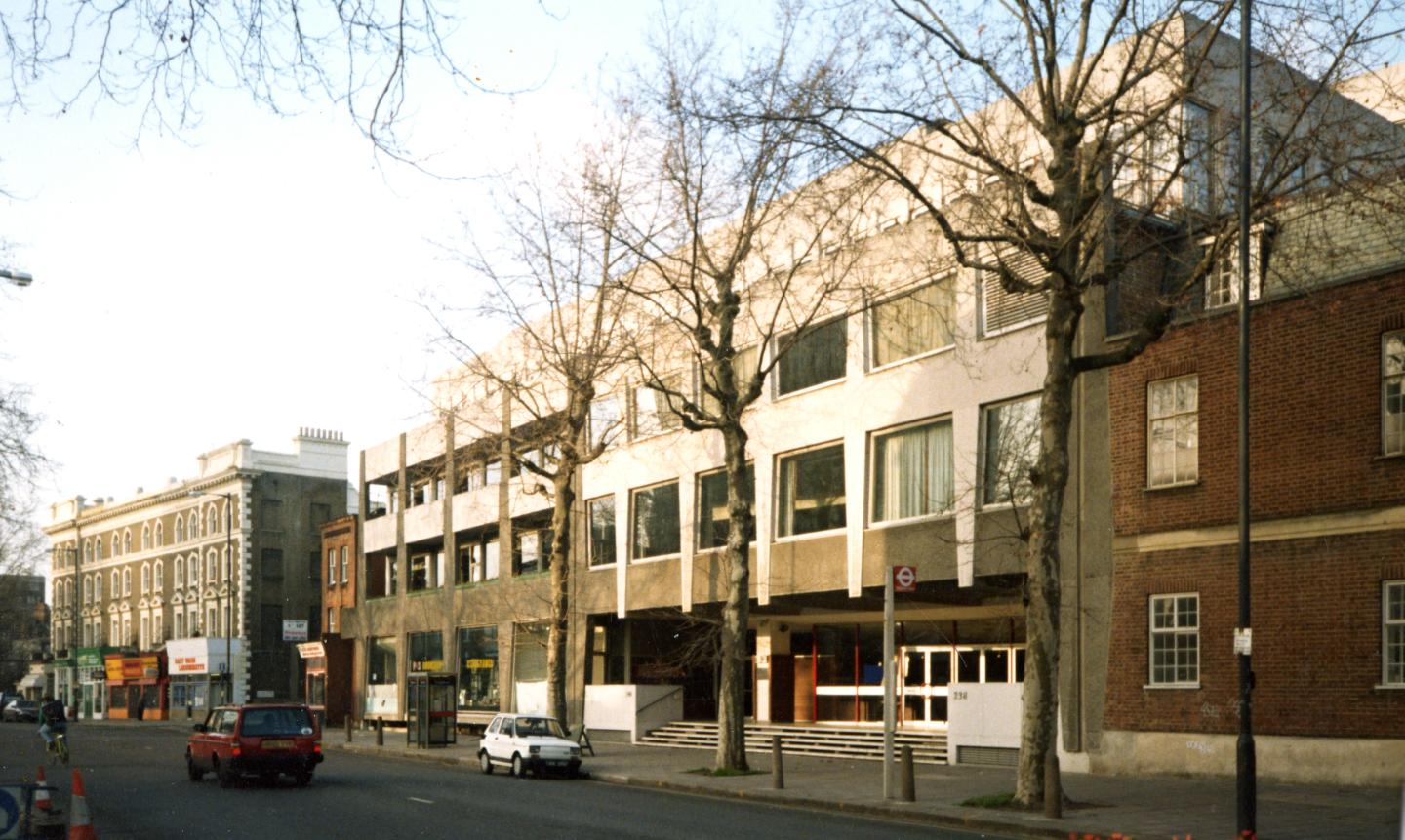
Das Gebäude in der Londoner King Street (1992)
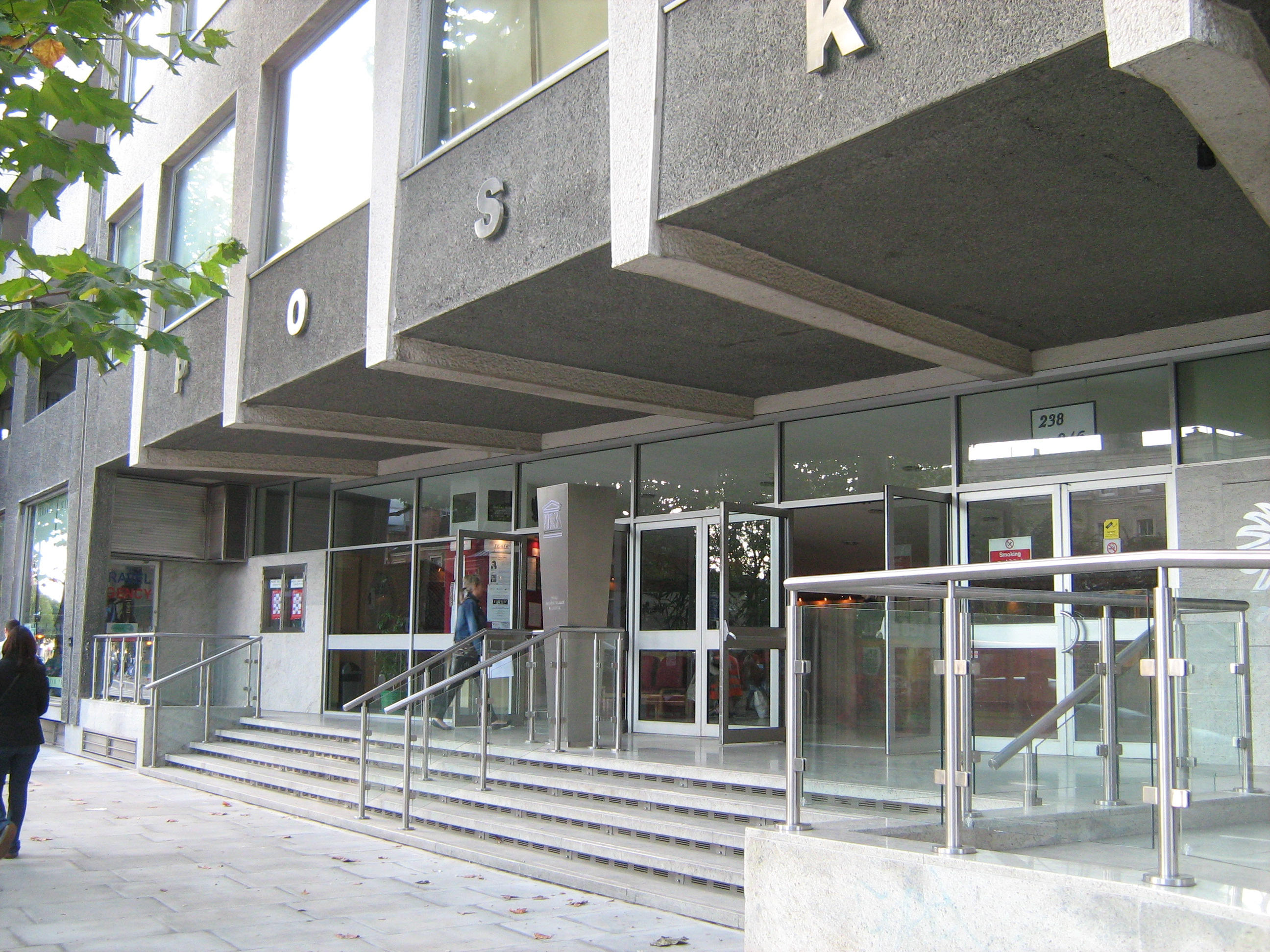
Eingang zum POSK-Gebäude (2009)
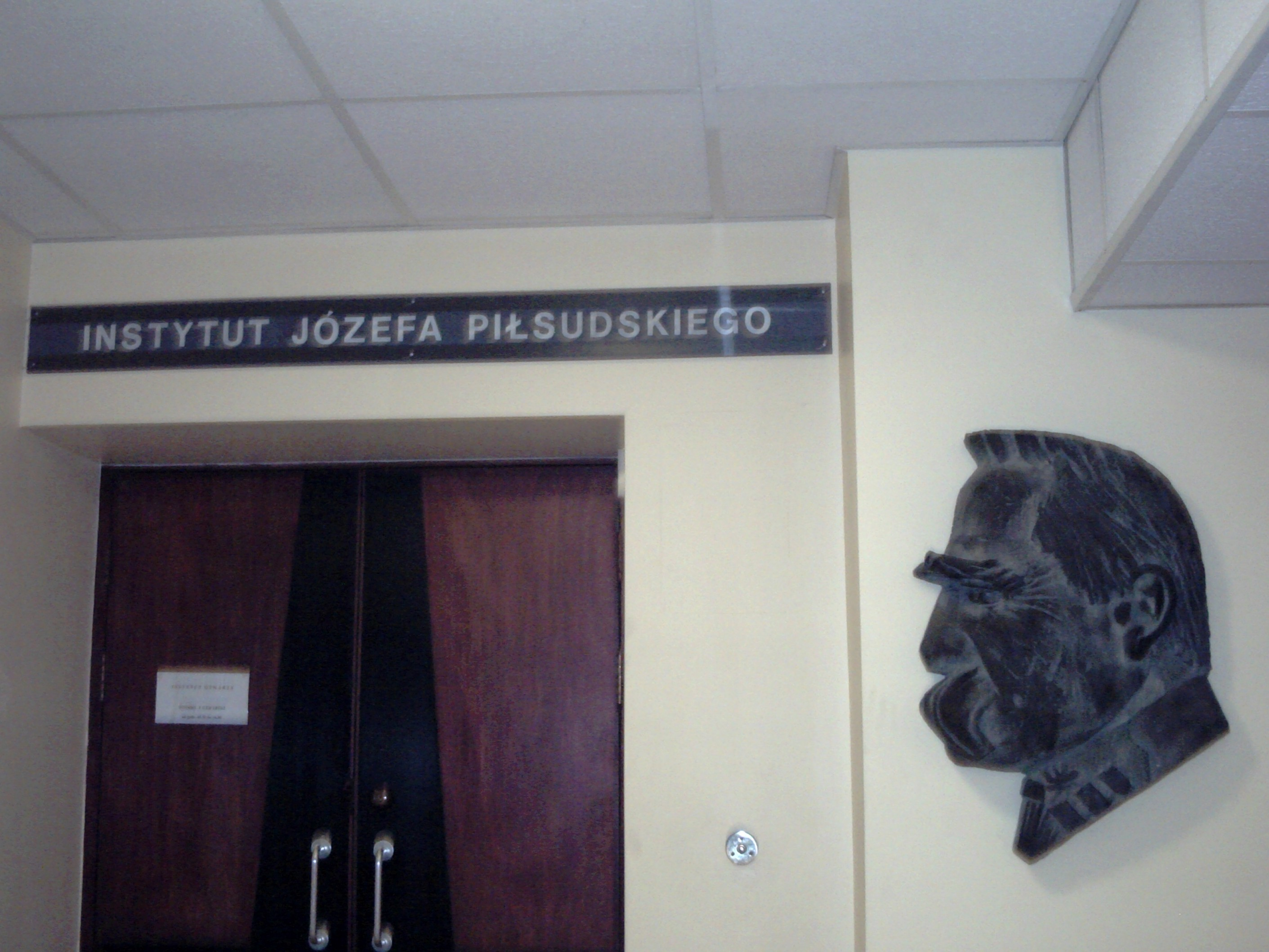
Eingang zum Instytut Józefa Piłsudskiego (2008)
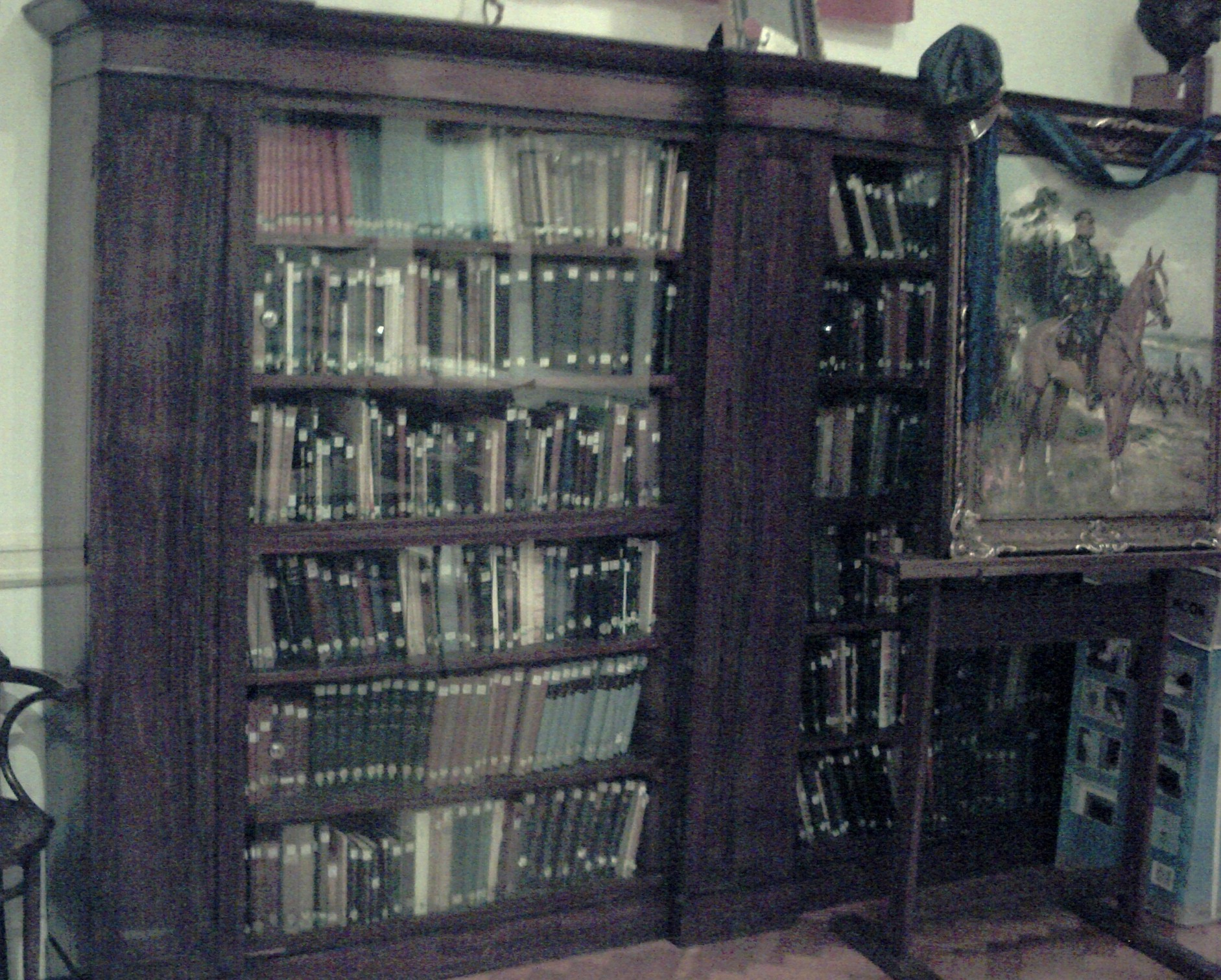
Büchersammlung (2008)
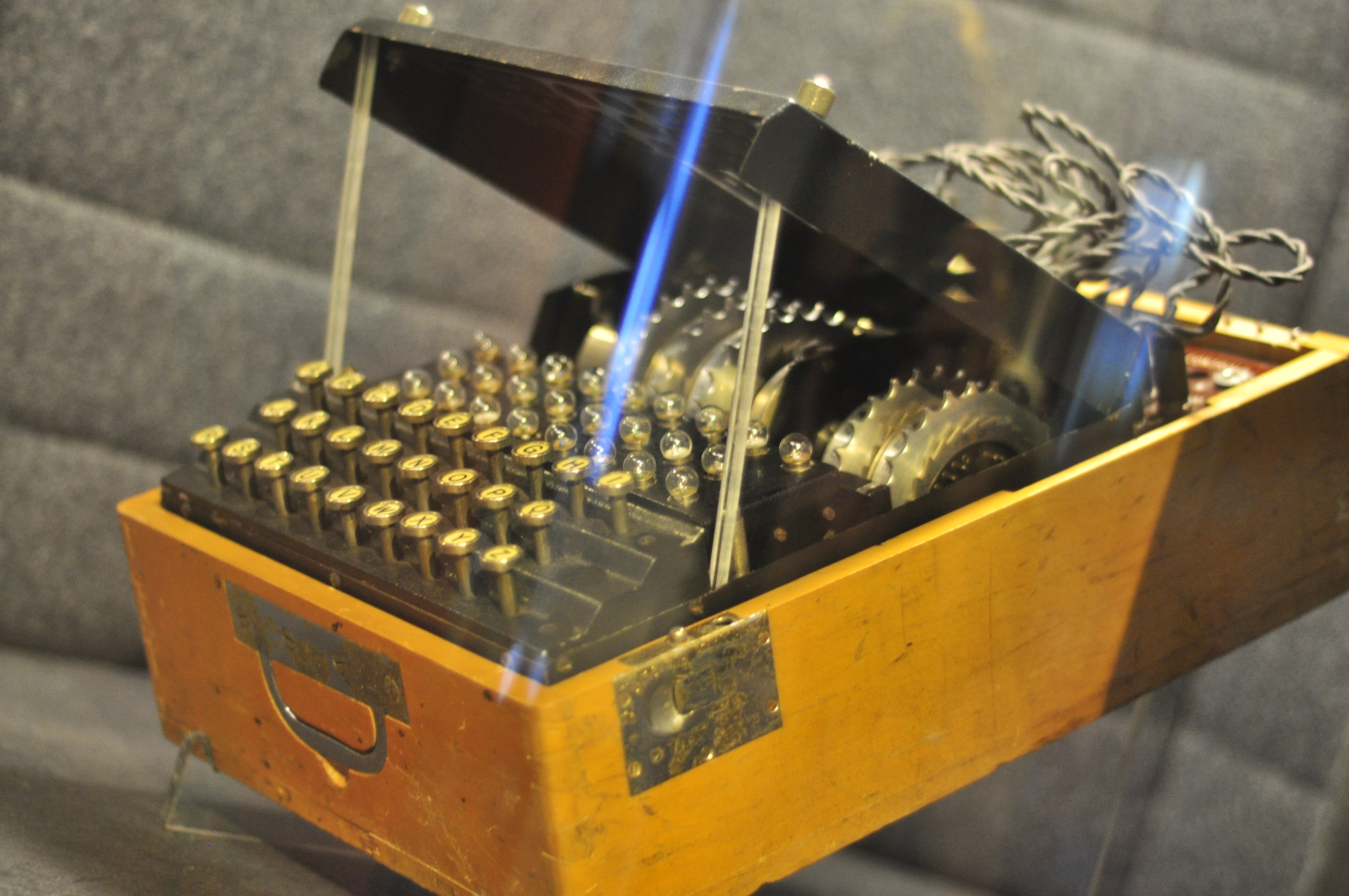
Polnischer Enigma-Nachbau (2016)